# Carlo Naya
Carlo Naya (Tronzano Vercellese, provincia de Vercelli, 25 de agosto de 1816-Venecia, 30 de mayo de 1882) fue un fotógrafo italiano del siglo XIX. Su verdadero apellido era Naja. Fue uno de los pioneros de la fotografía en Italia. 

## Biografía
Naya estudia la carrera de derecho en Pisa, que finalizó en 1840. Se instaló en 1857 en Venecia, creando un estudio en asociación con Carlo Ponti. Los dos se enfadaron después y abrió por su propia cuenta un importante estudio en la plaza de San Marcos.
Naya es sobre todo conocido por sus numerosas fotos de Venecia, destinadas a los turistas y que le aseguraron unos ingresos regulares. Tenía a Tomaso Filippi como alumno.  
El crítico Edward. Wilson a manera de necrología en 1882, describe Naya como el creador “del más grande establecimiento jamás ve asignar a la foto en un viejo castillo de la otra orilla del gran Canal”